# Campionato europeo di pallanuoto 2003 (maschile)
Il campionato europeo di pallanuoto 2003, organizzato dalla LEN, è stato la XVIª edizione maschile dell'evento. La competizione si è svolta a Kranj, in Slovenia, dal 6 al 15 giugno 2003.
La neonata Serbia e Montenegro, erede diretta della detentrice Jugoslavia, vince il campionato battendo in finale la Croazia, in una partita definita come uno dei momenti più brutti della storia della pallanuoto. Al gol decisivo di Šapić, numerosi ultrà croati, molti dei quali privi di biglietto ed entrati sfondando i cancelli della tribuna, hanno dato in escandescenze, sradicando seggiolini e scaraventandoli in acqua, e scatenando una vera battaglia con gli ultrà serbi e con i pochi agenti assegnati incautamente all'evento (vista la storica rivalità tra le due nazioni anche e soprattutto al di fuori dell'ambito sportivo), battaglia che ha provocato feriti e contusi e portato a diversi arresti.

## Squadre partecipanti
GRUPPO A
- Ungheria
- Paesi Bassi
- Romania
- Russia
- Serbia e Montenegro
- Slovacchia

GRUPPO B
- Croazia
- Germania
- Grecia
- Italia
- Slovenia
- Spagna

## Fase preliminare

### Gruppo A
|    | Squadra             | Punti | G | V | N | P | GF | GS | DR  |
| -- | ------------------- | ----- | - | - | - | - | -- | -- | --- |
| 1. | Serbia e Montenegro | 8     | 5 | 4 | 0 | 1 | 46 | 30 | +16 |
| 2. | Ungheria            | 8     | 5 | 4 | 0 | 1 | 56 | 33 | +23 |
| 3. | Russia              | 6     | 5 | 3 | 0 | 2 | 44 | 41 | +3  |
| 4. | Slovacchia          | 4     | 5 | 2 | 0 | 3 | 41 | 51 | -10 |
| 5. | Paesi Bassi         | 2     | 5 | 1 | 0 | 4 | 37 | 48 | -11 |
| 6. | Romania             | 2     | 5 | 1 | 0 | 4 | 28 | 49 | -21 |

- 6 giugno

| Serbia e Montenegro | 11 – 2  | Romania    |
| Paesi Bassi         | 12 – 11 | Slovacchia |
| Ungheria            | 13 – 6  | Russia     |

- 7 giugno

| Ungheria   | 9 – 7   | Paesi Bassi         |
| Slovacchia | 9 – 7   | Romania             |
| Russia     | 11 – 10 | Serbia e Montenegro |

- 8 giugno

| Romania  | 10 – 6 | Paesi Bassi         |
| Russia   | 7 – 8  | Slovacchia          |
| Ungheria | 6 – 7  | Serbia e Montenegro |

- 9 giugno

| Russia              | 11 – 6 | Paesi Bassi |
| Serbia e Montenegro | 11 – 5 | Slovacchia  |
| Ungheria            | 14 – 5 | Romania     |

- 10 giugno

| Romania             | 4 – 9  | Russia      |
| Ungheria            | 14 – 8 | Slovacchia  |
| Serbia e Montenegro | 7 – 6  | Paesi Bassi |

### Gruppo B
|    | Squadra  | Punti | G | V | N | P | GF | GS | DR  |
| -- | -------- | ----- | - | - | - | - | -- | -- | --- |
| 1. | Croazia  | 8     | 5 | 4 | 0 | 1 | 38 | 31 | +7  |
| 2. | Spagna   | 6     | 5 | 3 | 0 | 2 | 34 | 31 | +3  |
| 3. | Grecia   | 6     | 5 | 3 | 0 | 2 | 37 | 35 | +2  |
| 4. | Germania | 4     | 5 | 2 | 0 | 3 | 39 | 41 | -2  |
| 5. | Italia   | 4     | 5 | 2 | 0 | 3 | 33 | 33 | 0   |
| 6. | Slovenia | 2     | 5 | 1 | 0 | 4 | 39 | 49 | -10 |

- 6 giugno

| Croazia | 12 – 11 | Germania |
| Italia  | 7 – 5   | Grecia   |
| Spagna  | 7 – 3   | Slovenia |

- 7 giugno

| Germania | 5 – 4 | Italia   |
| Croazia  | 9 – 4 | Slovenia |
| Grecia   | 9 – 6 | Spagna   |

- 8 giugno

| Grecia   | 5 – 4   | Germania |
| Croazia  | 3 – 6   | Spagna   |
| Slovenia | 10 – 13 | Italia   |

- 9 giugno

| Germania | 10 – 8  | Spagna   |
| Grecia   | 11 – 10 | Slovenia |
| Croazia  | 6 – 3   | Italia   |

- 10 giugno

| Grecia   | 7 – 8  | Croazia  |
| Slovenia | 12 – 9 | Germania |
| Spagna   | 7 – 6  | Italia   |

## Fase finale

### Tabellone
|  | Quarti di finale    | Quarti di finale |                     |          | Semifinali                | Semifinali                |  |  | Finale | Finale |
|  |                     |                  |                     |          |                           |                           |  |  |        |        |
|  |                     |                  |                     |          |                           |                           |  |  |        |        |
|  |                     |                  |                     |          |                           |                           |  |  |        |        |
|  | Serbia e Montenegro | 9                |                     |          |                           |                           |  |  |        |        |
|  | Serbia e Montenegro | 9                |                     |          |                           |                           |  |  |        |        |
|  | Germania            | 2                |                     |          |                           |                           |  |  |        |        |
|  | Germania            | 2                | Serbia e Montenegro | 11       |                           |                           |  |  |        |        |
|  |                     |                  | Serbia e Montenegro | 11       |                           |                           |  |  |        |        |
|  |                     | Russia           | 7                   |          |                           |                           |  |  |        |        |
|  | Grecia              | Russia           | 7                   | 8        |                           |                           |  |  |        |        |
|  | Grecia              |                  |                     | 8        |                           |                           |  |  |        |        |
|  | Russia              | 10               |                     |          |                           |                           |  |  |        |        |
|  | Russia              | 10               | Serbia e Montenegro | 9        |                           |                           |  |  |        |        |
|  |                     |                  | Serbia e Montenegro | 9        |                           |                           |  |  |        |        |
|  |                     | Croazia          | 8                   |          |                           |                           |  |  |        |        |
|  | Croazia             | Croazia          | 8                   | 10       |                           |                           |  |  |        |        |
|  | Croazia             |                  |                     | 10       |                           |                           |  |  |        |        |
|  | Slovacchia          | 6                |                     |          |                           |                           |  |  |        |        |
|  | Slovacchia          | 6                | Croazia             | 10       | Finale per il terzo posto | Finale per il terzo posto |  |  |        |        |
|  |                     |                  | Croazia             | 10       | Finale per il terzo posto | Finale per il terzo posto |  |  |        |        |
|  |                     | Ungheria         | 9                   |          |                           |                           |  |  |        |        |
|  | Ungheria            | Ungheria         | 9                   | 10       | Russia                    | 6                         |  |  |        |        |
|  | Ungheria            |                  |                     | 10       | Russia                    | 6                         |  |  |        |        |
|  | Spagna              | 2                |                     | Ungheria | 12                        |                           |  |  |        |        |
|  | Spagna              | 2                |                     |          | 12                        |                           |  |  |        |        |
|  |                     |                  |                     |          |                           |                           |  |  |        |        |
|  |                     |                  |                     |          |                           |                           |  |  |        |        |

### Quarti di finale
| Data     | Partita             | Partita | Partita    |
| -------- | ------------------- | ------- | ---------- |
| 12.06.03 | Serbia e Montenegro | 9-2     | Germania   |
| 12.06.03 | Grecia              | 8-10    | Russia     |
| 12.06.03 | Croazia             | 10-6    | Slovacchia |
| 12.06.03 | Ungheria            | 10-2    | Spagna     |

### Semifinali
| Data     | Partita             | Partita | Partita  |
| -------- | ------------------- | ------- | -------- |
| 13.06.03 | Serbia e Montenegro | 11-7    | Russia   |
| 13.06.03 | Croazia             | 10-9    | Ungheria |

- 5º/8º posto

| Data     | Partita    | Partita | Partita |
| -------- | ---------- | ------- | ------- |
| 13.06.03 | Germania   | 10-9    | Grecia  |
| 13.06.03 | Slovacchia | 5-6     | Spagna  |

### Finali
- 11º posto

| Data     | Partita     | Partita | Partita  |
| -------- | ----------- | ------- | -------- |
| 13.06.03 | Paesi Bassi | 7-4     | Slovenia |

- 9º posto

| Data     | Partita | Partita | Partita |
| -------- | ------- | ------- | ------- |
| 13.06.03 | Romania | 3-7     | Italia  |

- 7º posto

| Data     | Partita | Partita | Partita    |
| -------- | ------- | ------- | ---------- |
| 14.06.03 | Grecia  | 6-7     | Slovacchia |

- 5º posto

| Data     | Partita  | Partita | Partita |
| -------- | -------- | ------- | ------- |
| 14.06.03 | Germania | 4-5     | Spagna  |

- Finale per il Bronzo

| Data     | Partita | Partita | Partita  |
| -------- | ------- | ------- | -------- |
| 15.06.03 | Russia  | 6-12    | Ungheria |

- Finale per l'Oro

| Data     | Partita             | Partita | Partita |
| -------- | ------------------- | ------- | ------- |
| 15.06.03 | Serbia e Montenegro | 9-8 dts | Croazia |

## Classifica Finale
| Pos. | Squadra             |
| ---- | ------------------- |
|      | Serbia e Montenegro |
|      | Croazia             |
|      | Ungheria            |
| 4    | Russia              |
| 5    | Spagna              |
| 6    | Germania            |
| 7    | Slovacchia          |
| 8    | Grecia              |
| 9    | Italia              |
| 10   | Romania             |
| 11   | Paesi Bassi         |
| 12   | Slovenia            |